# Lijst van spelers van Bursaspor
Lijst van spelers van Bursaspor voor zowel heden als verleden die speelden voor deze club.

## A
- Shehu Abdullahi
- Elton Acolatse
- Luis Advíncula
- Mikel Agu
- Mehmet Al
- Eren Albayrak
- Jozy Altidore
- Batuhan Altintas
- Patrick Apataki
- Ertuğrul Arslan
- Kemal Aslan
- Faruk Atalay
- Ümit Aydın
- Serdar Aziz

## B
- Emmanuel Badu
- Stéphane Badji
- Turgay Bahadir
- Cédric Bakambu
- Elvir Baljić
- Teteh Bangura
- Michaël Chrétien Basser
- Pablo Batalla
- Aziz Behich
- Fernando Belluschi
- Nenad Bijedić
- Zafer Biryol
- John Bostock
- Riadh Bouazizi
- Erol Bulut

## C
- Musa Çağiran
- Scott Carson
- Ömer Çatkıç
- Aurélien Chedjou
- Hüseyin Çimşir
- Renato Civelli
- Isaac Cuenca

## D
- İbrahim Dağaşan
- Uğur Dağdelen
- Muhammet Demir
- Taner Demirbaş
- Balázs Dzsudzsák
- Fahrettin Durak

## E
- Mohamed El Badraoui
- Maurice Edu
- Ömer Erdoğan
- Yusuf Erdoğan
- Ivan Ergić
- Ertuğrul Ersoy

## F
- Fabricio
- Ricardo Faty
- Anton Ferdinand
- Fernandão
- Petteri Forsell
- Sébastien Frey

## G
- Ivko Ganchev
- Şahin Gökçe
- Ismail Göktas
- Gheorghe Grozav
- Nenad Grozdić
- Levent Güler
- Mert Günok
- Taner Gülleri

## H
- Murat Hacıoğlu
- Bekir Ozan Has
- Cihan Haspolatlı
- Samuel Holmén
- Hajime Hosogai
- Özer Hurmacı

## I
- Ilian Iliev
- Vedat İnceefe
- Uğur İnceman
- Federico Insúa
- Ozan İpek
- Dimitar Ivankov

## J
- Joshua John
- Josué
- Boban Jović

## K
- Tolunay Kafkas
- İlyas Kahraman
- Sinan Kaloğlu
- Samir Kamouna
- Kubilay Kanatsızkuş
- Aytaç Kara
- Jem Karacan
- Colin Kâzım-Richards
- Jirès Kembo Ekoko
- Emrah Kiraz
- Giani Stelian Kiriţă
- Bilal Kısa
- Adem Koçak
- Ozan Kökçü
- Egemen Korkmaz
- Serdar Kulbilge
- Serdar Kurtuluş
- Serkan Kurtuluş

## L
- Iasmin Latovlevici
- Volodymyr Lyutyi

## M
- Fani Madida
- Adriano Magrão
- Radosław Majdan
- Collins Mbesuma
- Kenny Miller
- Iulian Miu
- John Moshoeu
- José Tadeu Mouro
- Majid Musisi

## N
- Alfred N'Diaye
- Tomáš Necid
- Leonel Núñez
- Dany Nounkeu

## O
- İsmail Haktan Odabaşı
- Vedat Okyar
- Milan Osterc
- Ümit Özat
- Şener Özbayraklı
- Serdar Özkan
- Yavuz Özkan
- İbrahim Öztürk

## P
- Andrzej Pałasz
- Daniel Pancu
- Matheus Paraná
- Frank Pingel
- Sebastián Pinto

## R
- Mircea Rednic
- Senad Repuh
- Marcelo Rodrigues
- Maxim Romaschenko

## S
- Henri Saivet
- Diafra Sakho
- Ramazan Sal
- Tuncay Şanlı
- Mustafa Sarp
- Jevhen Seleznjov
- Volkan Şen
- Stanislav Šesták
- Yusuf Şimşek
- Tomáš Sivok
- Gøran Sørloth
- Moussa Sow
- Bogdan Stancu
- Héctor Damián Steinert
- Milan Stepanov
- Miroslav Stoch
- Hakan Şükür
- Tom De Sutter
- Gustav Svensson

## T
- Prince Tagoe
- Taye Taiwo
- Ali Tandoğan
- Emre Taşdemir
- Harun Tekin
- Tunay Torun
- Bakaye Traoré
- William Troost-Ekong
- Ozan Tufan
- Hervé Tum

## U
- Enes Ünal

## V
- Jason Vandelannoite
- Mirza Varešanović
- Gökçek Vederson
- Santiago Vergini

## Y
- Eser Yagmur
- Murat Yıldırım
- Sercan Yıldırım
- Adnan Yildiz
- Mehmet Yilmaz
- Okan Yilmaz

## Z
- Tomáš Zapo
- Halil Zeybek
- Marc Ziegler
- Nouredinne Ziyati
- Ysrael Zúñiga